# Dick van den Honert
Ritsaert (Dick) van den Honert (Huizen, 30 juni 1920 - aldaar, 26 oktober 1995) was een Nederlands vliegenier en Engelandvaarder.

## Jeugd
Dick van den Honert was een zoon van ir. Leonard van den Honert (1891-1957) en Anna Caecilia van Lennep (1896-1980). Het gezin woonden in het eerste huis aan de Valkeveenselaan, op de grens van Huizen en Naarden. Van 1926-1932 woonde hij met zijn ouders in de Verenigde Staten en na zijn HBS eindexamen in Arnhem keerde Van der Honert op 17-jarige leeftijd terug naar de Verenigde Staten om daar van augustus tot november 1937 een vliegopleiding te volgen. Toen hij weer in Nederland terugkwam, moest hij in militaire dienst. Hij kwam bij de bereden artillerie.

## Oorlogsjaren
In mei 1940 nam Van den Honert deel aan de strijd in de Peel-Raamstelling. Hij bediende daar een kanon dat dateerde uit het begin van de 19de eeuw en slechts een bereik had van 6 km. Het kanon kon maar twee keer per minuut vuren. Ze moesten zich al snel terugtrekken.
Op 22 mei 1940 vertrok hij naar Engeland. Via Zeeland en België bereikte hij Caen, waar hij een Pool tegenkwam met wie hij een vliegtuig wilde stelen om naar Engeland te vliegen. Eenmaal in de lucht bleek er echter te weinig benzine in de tank te zitten, waardoor ze gedwongen waren om terug te keren. Gelukkig vond hij daarna een behulpzame visser die hem naar Southampton wilde brengen. Bij aankomst in Southampton werd hij gearresteerd en ondervraagd. Gelukkig kwam koningin koningin Wilhelmina tussenbeide, omdat zij zijn familie kende, waardoor Van den Honert snel werd vrijgelaten. Vervolgens werd hij een van de eerste Nederlanders die bij de RAF werd ingedeeld. In december legde hij zijn eerste examen af, waarna hij zijn opleiding voortzette op de Elementary Flying Training School in Cambridge. Hij leerde vliegen in verschillende vliegtuigen, waaronder Miles Masters, Spitfires en Hawker Hurricanes.
Ondanks dat hij zijn 'Wing' nog niet had behaald, voerde hij zijn eerste solo-vlucht uit in een Hurricane in mei 1941. Hierdoor kreeg hij de bijnaam de 'Wingless Wonder'.

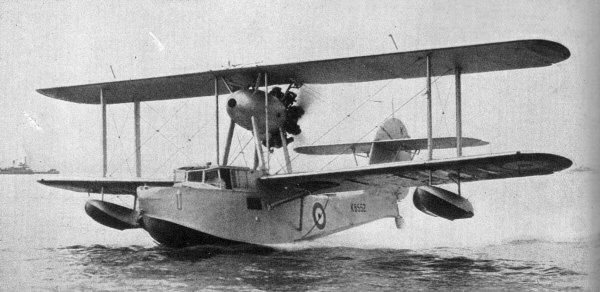
Walrus

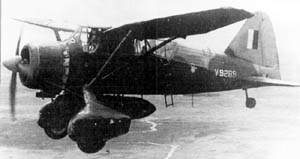
Lysander

Van den Honert werd een ervaren jachtvlieger en diende van 14 juli 1941 tot 27 april 1942 bij het 611 Squadron, waar hij talloze missies uitvoerde in zijn Spitfire. Tijdens zijn diensttijd behaalde hij opmerkelijke overwinningen, waarbij hij in september 1941 een Messerschmitt Bf 109 van de Luftwaffe beschadigde en op 21 oktober 1941 twee vijandelijke toestellen neerschoot. In 1942 werd hij benoemd tot de eerste commandant van het 167 Gold Coast Squadron, dat later bekend werd als het 322 Dutch Squadron RAF.
Eind 1942 raakte hij betrokken bij een luchtgevecht met een Messerschmitt, dat bijna fataal afliep. Hij dook te snel en liep beschadigingen op aan zijn oogkassen, wat zijn gezichtsvermogen aantastte. Na dit voorval werd hem verboden om hoger dan 10.000 voet te vliegen.
Vanaf dat moment voerde Van den Honert vluchten uit voor het 275th Air Sea Rescue Squadron, gebruikmakend van een Supermarine Walrus of een Westland Lysander. Op 5 juni 1944, de dag voor D-Day, vertrok hij vanaf de basis Warmwell in Engeland voor wat een routinematige patrouillevlucht leek te zijn. Echter, via de boordradio werd hij naar Cherbourg gestuurd, waar ze een gele reddingsboot aantroffen met William Smith, die zo'n half uur eerder was neergeschoten door het Duitse luchtafweergeschut terwijl hij in zijn Hawker Typhoon vloog. Ondanks de uitdaging van de golven van vijf meter hoog, besloot Van den Honert op zee te landen met zijn dubbeldekker. Zijn twee drijvers werden kapot geslagen, maar hij slaagde erin Smith te redden. Het opstijgen zonder drijvers was een moeizame taak; de vliegboot ketste over de golven voordat hij uiteindelijk weer in de lucht kwam.
Voor deze moedige reddingsactie werd Van den Honert onderscheiden met het Britse Vliegerskruis DFC. Hij bewaarde deze onderscheiding op zolder, waar zijn dochter het in 1961 vond. Pas toen vertelde hij haar het verhaal.

## Na de oorlog
In september 1945 werd hij vlieger op de militaire luchtlijn naar Croydon, en in maart 1946 trad hij in dienst bij de KLM. Bij de KLM vloog hij op verschillende vliegtuigen, zoals de DC-3, DC-4, DC-6, DC-7, DC-8, Convair en Constellation, zowel als piloot als instructeur.
Op 25 maart 1962 kreeg hij de eer om voor de KLM de eerste DC-8 naar Nederland te vliegen. Een belangrijk hoogtepunt in zijn carrière. Echter, in januari 1963 moest hij noodgedwongen stoppen met vliegen nadat bij hem suikerziekte werd vastgesteld. Op dat moment had hij al ruim 10.000 vlieguren op zijn naam staan en in maar liefst 43 verschillende vliegtuigen gevlogen.
In 1965 werd hij eervol ontslagen bij de KLM, waarna hij in december van datzelfde jaar salesmanager werd bij Fokker.

## Privé
In 1942 ontmoette hij Joan Warren, die als vrijwilligster bij de RAF op de basis Scorton in Yorkshire werkte. Omdat hij dacht dat hij misschien naar de Verenigde Staten zou worden overgeplaatst, trouwden ze al op 31 oktober. Ze kregen drie kinderen.

## Carrière
Hij is op 12 september 1938 als vrijwillig gewoon dienstplichtige in dienst getreden en kreeg een opleiding tot officier.
- 03-12-1938: Korporaal
- 11-03-1938: Wachtmeester-titulair
- 23-10-1939: Kornet bij het 4de Regiment Veldartillerie

Op 22 mei 1940 uit Nederland vertrokken.
- 23-06-1941: Toegekend het militair brevet voor vlieger
- 10-12-1941: Reserve-eerste-luitenant vlieger
- 05-01-1945: Tijdelijk Reserve-kapitein vlieger
- 06-01-1945: Werkzaam gesteld bij het Directoraat der Luchtstrijdkrachten
- 01-01-1946: Groot verlof
- 15-06-1949: Reserve-kapitein-vlieger
- 01-02-1965: Eervol ontslag

## Onderscheidingen
- Distinguished Flying Cross op 4 september 1944[3]
- Oorlogsherinneringskruis
- Onderscheidingsteken voor Langdurige Dienst als officier
- Medaille wegens 10.000 vlieguren
- Hij werd eenmaal genoemd in de Despatches. Dat gebeurde op:
  - 1943[3]

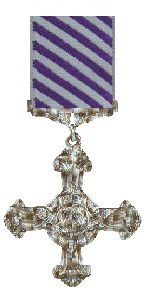
Distinguished Flying Cross
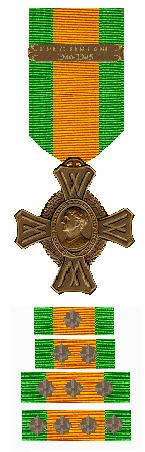
Oorlogsherinneringskruis
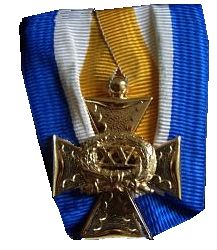
Onderscheidingsteken voor Eervolle Langdurige Dienst als Officier